# چارلی داو
چارلی داو (انگلیسی: Charlie Dove؛ زادهٔ ۱ ژانویهٔ ۱۸۷۹) بازیکن فوتبال اهل بریتانیا است.
از باشگاه‌هایی که در آن بازی کرده‌است می‌توان به باشگاه فوتبال وستهام یونایتد اشاره کرد.